# Rivolta serba nell'Erzegovina
La rivolta serba nell'Erzegovina del 1875-1878 (in serbo Херцеговачки устанак?, Hercegovački ustanak) fu la più significativa delle rivolte contro il dominio ottomano in Erzegovina. La rivolta fu causata dai maltrattamenti della popolazione serbo-ortodossa e cattolica da parte dei governatori ottomani.
Le riforme annunciate dal sultano turco Abdülmecid I e le promesse di nuovi diritti per i sudditi cristiani furono ignorate dai potenti proprietari terrieri bosniaci. Anzi ci furono misure più repressive contro i serbi. Il carico fiscale sui contadini cristiani aumentò costantemente.
La rivolta popolarmente nota come fucile di Nevesinje (Невесињска пушка) iniziò il 9 luglio intorno al villaggio di Nevesinje nella parte orientale dell'Erzegovina. Successivamente seguì una sollevazione generale di tutta la popolazione cristiana in Bosnia-Erzegovina. Più di 150 000 persone si rifugiarono in Krajina.
La risposta armata ottomana non si fece attendere sia dalle forze imperiali che dalle truppe irregolari dei proprietari terrieri. I tentativi di sopprimere la rivolta non ebbero però successo.
L'agitazione si diffuse rapidamente tra le popolazioni cristiane delle altre province ottomane nei Balcani (in particolare la rivolta di aprile in Bulgaria). La dura repressione da parte dell'impero ottomano dei disordini nelle province balcaniche causò alla fine la richiesta di intervento del Principato di Serbia all'Impero russo e la guerra russo-turca del 1877-78, che si concluse con la sconfitta turca, e la firma del trattato di Santo Stefano nel marzo 1878, seguita nel luglio dello nello stesso anno dal Congresso di Berlino,che ridusse gravemente i territori ottomani e il potere turco in Europa.
Il congresso di Berlino decise che la Bosnia Erzegovina, pur restando nominalmente sotto sovranità turca, sarebbe diventata protettorato militare dell'Austria-Ungheria che annesse la Bosnia nel 1908. La nuova occupazione straniera fece infuriare gli irredentisti serbi che avevano combattuto e sperato in un'unione con la Serbia e fece da catalizzatore per l'assassinio dell'arciduca Francesco Ferdinando dal nazionalista jugoslavo Gavrilo Princip.